# MŠK Púchov
MŠK Púchov är en fotbollsklubb i andraligan i Slovakien, som grundades år 1920. Staden Púchov är belägen i nordvästra delen av Slovakien cirka 12 km från gränsen till Tjeckien.

## Placering tidigare säsonger
| Säsong  | Nivå | Liga    | Placering | Referens | Notering       |
| ------- | ---- | ------- | --------- | -------- | -------------- |
| 2018/19 | 3    | 3. liga | 2         | [ 1 ]    | III.liga západ |
| 2019/20 | 2    | 2. liga | 8         | [ 2 ]    |                |
| 2020/21 | 2    | 2. liga | 7         | [ 3 ]    |                |
| 2021/22 | 2    | 2. liga | 12        |          |                |
| 2022/23 | 2    | 2. liga | 10        |          |                |

## Kända spelare
- Jozef Chovanec
- Milan Luhový
- Ľubomír Luhový
- Mário Breška